# Atelerix
Atelerix és un gènere d'eriçons que conté quatre espècies vivents, totes elles originàries del continent africà:
- Eriçó de panxa blanca (Atelerix albiventris)
- Eriçó clar (Atelerix algirus), present al nord d'Àfrica i en alguns llocs del sud d'Europa.
- Eriçó sud-africà (Atelerix frontalis)
- Eriçó de Somàlia (Atelerix sclateri)

L'espècie extinta A. depereti, en canvi, visqué durant el Miocè en allò que avui en dia és Àustria.